# أنتوني آدامز
أنتوني آدامز (بالإنجليزية: Anthony Adams)‏ هو سياسي أمريكي، ولد في 27 فبراير 1971 بلوس أنجلوس في الولايات المتحدة. حزبياً، نشط في الحزب الجمهوري. وقد انتخب عضو جمعية ولاية كاليفورنيا.